# Nanossensores
Nanossensores são dispositivos sensores cujo tamanho de um de seus componentes não ultrapasse 100 nanômetros (0.00001 centímetros). Poderiam ainda ser definidos como materiais utilizados para transmitir informações físicas, químicas ou biológicas sobre nanomateriais e moléculas a partir de eventos de reconhecimento.

## Classificação de Nanossensores
Podem-se classificar os nanossensores de acordo com o material de que são formados, pelos diferentes alvos que interessa detectar, e pelos sinais que passam a informação com 4 principais critérios: o tipo de interação entre o que é analisado e o material do sensor; a forma usada para reconhecer a interação; o tipo de elemento que vai ser reconhecido; e o sistema que vai transformar o que o nanossensor detectar em um sinal elétrico.

## Principais Tipos de Nanossensores e suas Aplicações
Nanossensores podem se apresentar das mais variadas formas e possuindo as mais distintas aplicações, alguns exemplos a serem citados poderiam ser no controle de qualidade de alimentos, qualidade da água e do ar, análise química do solo, etc. Uma de suas grandes vantagens em relação aos sensores comuns além de em muitos casos o baixo custo, é a possibilidade de monitorar fenômenos em áreas as quais a escala não permite aos outros sensores.

### Alimentos
Existem várias e distintas formas como nanossensores contribuem para a área de alimentícia, como alguns nanossensores de gases utilizados na verificação da maturação de certas frutas: numa colheita de bananas se faz importante saber o quão maduras estão, as colhidas em um estágio mais avançado de maturação são mais suscetíveis à doenças e se deterioram mais rapidamente, o que prejudica a qualidade geral do alimento; na verificação da validade de alimentos, sendo alguns desses nanossensores presentes no empacotamento e capazes de detectar pequenas mudanças químicas que indicam deterioração; também na detecção de contaminantes alimentícios como bactérias patogênicas, toxinas, resíduos de pesticidas ou fertilizantes que ajudam na garantia da boa qualidade e segurança no consumo de inúmeros alimentos.

### Saúde
Na área da saúde vários tipos de nanossensores possuem diversas aplicações: nanossensores de gases podem ser aplicados numa forma menos invasiva e barata de diagnósticos médicos a partir de análise de respiração, pela alta seletividade e sensibilidade destes; nanossensores baseados em grafeno, que é impresso em tecidos que se solubilizam em água, na detecção remotamente da presença de bactérias no esmalte dos dentes; ainda há fluorescentes capazes de monitorar alterações na concentração de glicose no sangue comparáveis às medições de um glicômetro e sendo menos invasivos.

### Meio Ambiente
Na área ambiental os nanossensores também possuem bastante aplicações práticas como: nanossensores de gases na detecção seletiva de poluentes do ar atmosférico (gases CO, CO2, NO2 e SO2) ; nanossensores químicos fluorescentes na identificação de íons de metais pesados presentes na água, que são altamente contaminantes e demonstram sério risco tanto à saúde humana quanto ao meio ambiente. 

### Defesa
Na área de defesa também há um espaço bastante grande para a aplicação da tecnologia de nanossensores, principalmente para uso no combate ao terrorismo, havendo diversas pesquisas por exemplo para a detecção de trinitrotolueno (TNT) tais quais: uma rede remota de nanossensores capaz de identificar além de TNT, RDX (outro explosivo de uso comum) por meio do uso de um algoritmo que funciona em tempo real; ou o nanossensor também para a detecção de TNT, porém utilizando-se de tecnologia MIP (Polímeros Molecularmente Impressos) e SERS (Espectroscopia Raman Amplificada por Superfície), no qual basicamente as moléculas de TNT se ligam à matriz de polímeros que por sua vez é detectado no espectro Raman produzido.